# Stygonitocrella sequoyahi
Stygonitocrella sequoyahi is een eenoogkreeftjessoort uit de familie van de Ameiridae. De wetenschappelijke naam van de soort is voor het eerst geldig gepubliceerd in 2003 door Reid, Hunt & Stanley.